# Game Over, Man!
Game Over, Man! is een Amerikaanse misdaadkomedie uit 2018 die geregisseerd werd door Kyle Newacheck. De hoofdrollen worden vertolkt door Adam Devine, Anders Holm en Blake Anderson. De film is grotendeels een parodie op de actiefilm Die Hard (1988).

## Verhaal
De drie bevriende hotelmedewerkers Alexxx, Darren en Joel hebben samen een videogame bedacht. Om het spel te ontwikkelen willen ze de welvarende hotelgast Bae Awadi overtuigen om hun project te financieren. De vele hotelgasten en personeel worden echter gegijzeld door een groepje slechteriken die het offshoreaccount van Bae Awadi willen leegplunderen. Alexxx, Darren en Joel weten met veel geluk uit de handen van de gijzelnemers te blijven en besluiten om hun rijke investeerder te redden.

## Rolverdeling
| Acteur           | Personage |
| ---------------- | --------- |
| Adam DeVine      | Alexxx    |
| Anders Holm      | Darren    |
| Blake Anderson   | Joel      |
| Daniel Stern     | Mitch     |
| Neal McDonough   | Conrad    |
| Rhona Mitra      | Erma      |
| Aya Cash         | Cassie    |
| Utkarsh Ambudkar | Bae Awadi |
| Jamie Demetriou  | Mr. Ahmad |
| Sam Richardson   | Donald    |
| Steve Howey      | Rich      |
| Mac Brandt       | Jared     |

De film bevat ook cameo's van onder meer Steve-O, Donald Faison, Fred Armisen, Joel McHale, Jillian Bell en Shaggy.